# Selinum lachenalii
Selinum lachenalii är en flockblommig växtart som beskrevs av Karl Christian Gmelin. Selinum lachenalii ingår i släktet krusfrön, och familjen flockblommiga växter. Inga underarter finns listade i Catalogue of Life.